# Круглое (Сердобский район)
Кру́глое — посёлок в Сердобском районе Пензенской области. Входит в состав Секретарского сельсовета.

## География
Посёлок расположен в юго-западной части области на расстоянии примерно в 8 километрах по прямой к северо-северо-западу от районного центра Сердобска.
Часовой пояс
Посёлок Круглое как и вся Пензенская область, находится в часовой зоне МСК (московское время). Смещение применяемого времени относительно UTC составляет +3:00.

## Население
| 2010 |
| ---- |
| 7    |

Национальный состав
Согласно результатам переписи 2002 года, в национальной структуре населения русские составляли 88 % из 17 чел..